# Pamięć złotej rybki
Pamięć złotej rybki (ang. Goldfish Memory) – irlandzki komediodramat z 2003 roku w reżyserii Elizabeth Gill. Zdjęcia kręcono w Dublinie.
Międzynarodowa premiera filmu miała miejsce 17 maja 2003 roku na 56. MFF w Cannes, a na ekranach polskich kin obraz pojawił się 6 maja 2005 roku. 

## Fabuła
Film opowiada o miłości we współczesnym Dublinie. Bohaterami są młodzi Irlandczycy, różnych orientacji seksualnych, którzy zakochują się, schodzą lub rozchodzą ze swoimi partnerami, obsesyjnie poszukują uczucia, m.in. dziennikarka-lesbijka, kurier rowerowy-gej czy profesor podrywający znacznie młodsze studentki.

## Obsada
- Flora Montgomery jako Angie
- Keith McErlean jako Red
- Sean Campion jako Tom
- Fiona O'Shaughnessy jako Clara
- Peter Gaynor jako David
- Fiona Glascott jako Isolde
- Lise Hearns jako Rosie
- Stuart Graham jako Larry
- Jean Butler jako Renee
- Justine Mitchell jako Kate
- Aisling O'Neill jako Helen
- Tony Brown jako Doorman
- Laura Brennan jako Lucy
- Demien McAdam jako Conzo